# Знамя Вооружённых сил Российской Федерации
Зна́мя Вооружённых сил Росси́йской Федера́ции — официальный символ и воинская реликвия Вооруженных сил Российской Федерации.
Знамя учреждено Федеральным законом Российской Федерации № 162-Ф3, от 29 декабря 2000 года, «О знамени Вооружённых сил Российской Федерации, знамени Военно-морского флота, знамёнах иных видов Вооружённых сил Российской Федерации и знамёнах других войск».

## История
После распада СССР и образования Российской Федерации было необходимо создать новую символику для Вооружённых сил. До 2003 года знаменем Вооружённых сил России был красный флаг с соотношением сторон 2:3. Министр обороны Российской Федерации Сергей Иванов предложил внести изменения во внешний вид Знамени Вооружённых сил, и эти предложения были поддержаны президентом России. Основой для нового облика Знамени Вооружённых сил послужили образцы знамён Русской армии 1883 года, а также ранние образцы знамён Советской армии Вооружённых сил СССР.
Президент внёс законопроект об изменении внешнего вида Знамени Вооружённых сил России, который был принят Государственной думой России в трёх чтениях.

## Описание
Знамя Вооружённых сил Российской Федерации состоит из двустороннего полотнища, древка с навершием, со скобой и с подтоком. Полотнище знамени прямоугольное, красного цвета, с каймой красного цвета. Полотнище знамени и кайма обшиты золотистой тесьмой.
Ширина полотнища 130 сантиметров, длина 170 сантиметров, с запасом для крепления к древку, изготовленным из ткани красного цвета.
На лицевой стороне полотнища, в центре, — главная фигура Государственного герба Российской Федерации: золотой двуглавый орёл, поднявший вверх распущенные крылья. Орёл увенчан двумя малыми коронами и — над ними — одной большой короной, соединёнными лентой. В правой лапе орла — скипетр, в левой — держава. На груди орла, в красном щите, — серебряный всадник в синем плаще на серебряном коне, поражающий серебряным копьём чёрного дракона, опрокинутого навзничь и попранного конём. В каждом углу полотнища — золотистая контурная пятилучевая звезда. В кайме — золотистый плетёный орнамент.
На оборотной стороне полотнища, в центре, — военный геральдический знак — эмблема Вооружённых сил Российской Федерации: золотой двуглавый орёл с распростёртыми крыльями. В правой лапе орла — меч, в левой — лавровый венок. На груди орла — щит, увенчанный короной. На щите, на красном поле, — всадник, поражающий копьём дракона. В верхней части каймы орнамент прерывается надписью: «ОТЕЧЕСТВО», в нижней части каймы — «ДОЛГ ЧЕСТЬ». Надписи выполнены золотистыми буквами, стилизованными под старославянский шрифт.

Флаг (знамя) ВС СССР, в период с 1924 года по 1991 год
Знамя ВС России, в период с 2000 года по 2003 год
Знамя ВС России, в период с 2003 года по настоящее время  (лицевая сторона)
Знамя ВС России, в период с 2003 года по настоящее время  (оборотная сторона)